# 曩宋阿昌族乡
曩宋阿昌族乡是中华人民共和国云南省德宏傣族景颇族自治州梁河县下辖的一个民族乡。

## 行政区划
曩宋阿昌族乡下辖以下村级行政区划单位：
曩宋村、关璋村、弄别村、龙营村、马茂村、河东村、瑞泉村、上芒东村和芒林村。